# الكاما
الكاما (بالإنجليزية: Cama)‏ هو حيوان هجين بين ذكر الجمل وأنثى لاما بعملية تلقيح اصطناعي في مختبر لتكاثر الجِمال في إمارة دبي. ولدت أول كاما في 14 يناير 1998، الهدف هو خلق حيوان قادر على إنتاج الصوف أكثر من اللاما، مع حجم وقوة الجمل.

## مميزاته
حيوان الكاما ليس نتاج من سلالتين مختلفتي عدد الكروموسومات مثل البغال، رغم أن هذه الأخيرة، لا تكون عقيمة دائما ً بسبب كروموسوماتها التي تفشل عملية الانقسام الاختزالي، وقد تتوالد بطريقة يفترض أنها تشبه طريقة البرمائيات في تمرير جينات أحد الآباء وإلغاء توريث جينات أحد الآباء في دراسة حالة بغله سابقا ً في الثمانيات ووجود حالة مشابهه سنة 1994 ميلادية، فلهذا الكاما له قابلية الاستيلاد مع نوعه أو من نفس الفصيلة، ويأخذ صفات من اللاما في الحجم والقدم واختفاء السنام، وصفات من الجمل في تحمل العطش والقوة وشكل الأذنين تقريبا ً والذيل، وتبدي ميول غريزة جنسية بعد أربع سنوات من عمرها نحو اللاما في دراسة أول ذكر لهذه السلالة، في حين أن إنتاج «الكاما» من (ذكر لاما) و (أنثى جمل) لا ينتج صغار قوية قابلة للحياة.

## غذائه
الكاما يشبه كثيراً الجمل لذلك يعتبر من الحيوانات العاشبة التي تأكل الشجيرات والأعشاب. ويشرب كميات كبيرة من الماء في كل مرة ويبقى على قيد الحياة بدون ماء لفترات طويلة.

## مشروع إستنساخ الكاما الأول
كان البروفسور جوليان سكيدمور على رأس هذا المشروع وبتمويل من ولي عهد دبي وزير الدفاع في دولة الإمارات ويعرف أن البرفسور جوليان.أ.سكيدمور كان شاهدا على إستنساخ أول كاما.
يزن الأب الجمل 450 كلغ في حين أن الأم اللاما تكون 75 كلغ فقط وقد جعل هذا التفارق في الوزن بين الذكر والأنثى العلماء إلى اللجوء إلى التلقيح الصناعي ويولد الكاما أصغر من العجل ويكون ذكرا، ويكون سلوكها متقلبا بسبب التهجين وتستطيع أن تتكيف مع بيئات مختلفة تماما وتكون حياة الجمل في الشرق الأوسط واللاما أو الجوناكو في أمريكا الجنوبية.
ويتم تكييف الجمل في الصحراء والحرارة شديدة فيما يتم تكيف اللاما والجوناكو في الارتفاعات ولهذه الحيوانات نقطة مشتركة هي أنها تتحمل نقص المياه.

## تطوراته
حيوان الكاما، الذي ساهم علماء في استيلاده من أنثى اللاما وجمل، يمثل قفزة علمية لا مثيل لها نحو الماضي السحيق. فالجـمل واللاما تـطورا أصـلاً عن حـيوان واحد عاش قبل نحو 30 مليون سنة في أميركا الشمالية. الجمل تطور عن ذلك الحيوان المندثر عند انتقاله إلى آسيا عبر مضيق بيرينغز وعيشه في الظروف الصحراوية القاسـية لمنغوليا وشبه الجـزيرة العربية. واللاما تطور في قارة أميركا الجنوبية.
استغرقت عملية التطور ملايين السـنين. والفتح العـلمي، الذي قام به العـلماء في مركز استيلاد الجمال في دبي في الإمارات العربية المتحدة، يفتح آفاقاً مثيرة للعودة إلى المراحل الأولى للتطور وانتاج حيوانات مندثرة، كما قالت الباحثة الدكـتوره لولو سـكيدمور التي أشرفت على عملية التهجين.
وقالت سكيدمور في حديث هاتفي مع «الحياة» من دبي انهم أطلقوا على النوع الحيواني الجديد اسم «كاما» المركب من اسمي الجمل واللاما، واطلقوا على أول حيوان كاما اسم «راما»، تيمناً بولادته في شهر رمضان الكريم، وبسبب الموسيقى الشعرية في اسم الكاما راما.
كانت الولادة طبيعية ولم تعان اللاما من أي متاعب، ويبلغ وزن الوليد الجديد 5 كلغ ونصف كلغ ووزن الجمل الأب 450 كلغ ووزن الام 75 كلغ. ولم ينتج راما عن طريق التزاوج الجنسي بين الجمل واللاما، بل باستخدام رحم اصطناعي للحصول على الحيامن من الجمل وتلقيح اللاما الأم بها.
وذكرت الباحثة الشابة 34 سنة أن راما صغير جداً وضعيف البنية وهو يعيش الآن في كنفها خشية أن تؤذيه امه اللاما، التي لم تتعرف إلى هذا المخلوق الذي ولدته. كما انها لم تنتج له الحليب بعد بسبب ولادته المبكرة قبل الموعد بأسبوعين. ولذلك تتولى الباحثة مده بحليب النوق.
وراما هو أكثر الذكور وحدة وفرادة في العالم. وأمله الوحيد هو العثور على انثى من نوعه تكمن في رحم لاما أخرى حامل الآن بعد نجاح عملية تلقيحها بحيامن جمل. هل سيسـعد الحظ «راما» فتلد له خالته اللاما انثى؟ لا يمكن التكهن بذلك الآن. واستفسرت «الحياة» عن ملامح «راما» الهجين، فأكدت الدكتوره سـكيدمور أنه بالغ الجـمال، فهو يجمع بين أحسن مواصفات الجمل واللاما: أخذ من أبيه الاذنين القصيرتين والذيل المتوسط الطول، وأخذ من امه الأظلاف المشقوقة. وبدلاً من وبر الجمل فهو مكسو بصوف اللاما الناعم الثمين. ولا يستبعد أن يمتلك الحيوان الجديد مواصفات ممتازة في العدو تؤهله للمساهمة في سباقات الإبل التي تقام تقليدياً في معظم بلدان الخليج، إذا أمكن طبعاً الاعتراف به ضمن صنف الجمال.
هذه مشكلة أخرى سيواجهها الكاما راما في المستقبل، لكنها تظل أقل خطراً من مشكلة أخرى هي: هل يكون الحيوان الجديد عقيماً كالبغل أم منتجاً كجده البعيد الذي أنتج الجمل واللاما؟ والشيء الأكيد هو أن «راما» لن يواجه كل هذه المشاكل وحده. فالفتح العلمي الكبير الذي أنتجه بعد مرور ملايين السنين حظي بدعم مادي من الشيخ محمد بن راشد آل مكتوم وزير الدفاع في الإمارات العربية المتحدة. وظهور الشيخ في صورة معه في الصحافة العالمية يعني أن مستقبل «راما» مضمون.